# Alfarrasí
Alfarrasí település Spanyolországban, Valencia tartományban. Alfarrasí Benisuera, Guadasequies, L’Olleria, El Palomar és Sempere községekkel határos. Lakosainak száma 1175 fő (2024).

## Népesség
A település lakosságának változását az alábbi diagram mutatja:
| Lakosok száma | 1232 | 1272 | 1297 | 1296 | 1303 | 1252 | 1256 | 1225 | 1217 | 1175 |
|               | 2001 | 2004 | 2007 | 2009 | 2012 | 2014 | 2017 | 2019 | 2022 | 2024 |